# HD89263
HD89263 — подвійна зоря. 
Ця подвійна система має видиму зоряну величину в смузі V приблизно 6,9.
Вона розташована на відстані близько 270,2 світлових років від Сонця.

## Подвійна зоря
Головна зоря цієї системи належить до хімічно пекулярних зір й має спектральний клас A2.
Інша компонента має спектральний клас Зорі спектрального класу .